# Chiesa di Sant'Antonio Abate (San Dorligo della Valle, Sant'Antonio in Bosco)
La chiesa di Sant'Antonio Abate (in sloveno Sv. Anton puščavnik) è la parrocchiale di Sant'Antonio in Bosco (Boršt), frazione del comune di San Dorligo della Valle, in provincia e diocesi di Trieste; fa parte del decanato di Opicina.

## Storia
Si sa che la prima chiesa nota di Sant'Antonio in Bosco, dedicata a Santa Maria, era stata consacrata nel 1636.
Questa cappella divenne nel XIX secolo chiesa cimiteriale. 
Il 1º luglio 1841 cominciarono i lavori di costruzione della nuova chiesa, situata al centro del paese. L'edificio venne portato a termine nel 1845 e, due anni dopo, fu consacrato.

## Descrizione
La facciata a capanna della chiesa è tripartita da quattro lesene. sorreggenti il timpano triangolare, e presenta al centro il portale d'ingresso, sormontato da una finestra di forma semicircolare; ai lati s'aprono due nicchie.

## Parrocchia
Nell'ambito della parrocchia di Sant'Antonio è compreso anche il paesino di San Lorenzo, la cui chiesa risale al XVII secolo.